# Юліуш Гохберґер
Юліуш Кáрл Гохбéрґер (пол. Juliusz Karol Hochberger; 16 травня 1840, Познань — 5 квітня 1905, Львів) — львівський архітектор.

## Біографія
Юліуш Гохберґер народився 16 травня 1840 року в Познані (тоді — Позен, Пруссія). Початкову освіту здобув у познанській гімназії. Після закінчення та року праці у 1859 продовжив навчання в королівській Будівельній академії в Берліні. Ще в період навчання в Берлінській академії Юліуш зарекомендував себе талановитим архітектором, про що свідчить отримання в 1866 срібної медалі в архітектурному конкурсі, присвяченому річниці смерті Шинкеля.
Після закінчення академії працював у прусській будівельній службі архітектором та адміністратором. Його архітектурна діяльність у той час була дуже різноманітною. Проєктував костели, мости, дороги, лікувальні заклади, залізничні вокзали і станції. Здобув перемогу у конкурсі на вакантну посаду директора міського будівельного уряду у Львові. Призначений міською радою на цю посаду 2 січня 1872 року, пропрацював на ній 33 роки. Від 1877 року член Політехнічного товариства у Львові. 1892 року обраний заступником голови товариства. 1877 року був членом редакції друкованого органу товариства — часопису «Dźwignia» і повторно у 1890—1893 роках (на той час уже «Czasopismo Techniczne»).
Був членом журі конкурсу на проєкт будівлі ощадної каси в Станиславові (1882), костелу святої Єлизавети у Львові (1903), проєктів розширення дому «Сокола» на нинішній вулиці Дудаєва у Львові (1904). Один з організаторів Галицької крайової виставки у Львові 1894 року. Від 1892 входив до статутної виставкової комісії. Співорганізатор архітектурного відділу виставки. Автор проекту одного з павільйонів. 1894 року нагороджений Орденом залізної корони 3-го класу. Помер 5 квітня 1905. Похований у фамільному склепі поряд із дружиною на Личаківському цвинтарі (68 поле).

## Сім'я
- батько — Юліуш Андреас Гохберґер (1810—1890);
- мати — Анна-Маріана-Людгарда Зейланд (1814—1889);
- дружина — Гелена-Магдалена Морачевська Холева (1845—1889);
- дочка — Гелена-Франциска (1873—1943);
- дочка — Анеля Людвіка (1880—1940);
- дочка — Марія Антонина (1880—1963);
- син — Казімеж (1883—1898).

## Роботи

### Культові споруди
- Кірха Пресвятого Спасителя (євангелічна) в Познані (1866—1869).[9]
- Костел Св. Марії Маґдалини в селі Бече (нім. Betsche, з 1945 року — Пшчев, пол. Pszczew).[10]
- Костел святого Павла в Познані[10].

### Адміністративні споруди
- Галицький крайовий сейм (1877—1881), нині — Львівський національний університет імені Івана Франка. У 1877 році був проведений конкурс проєктів для Галицького сейму. На конкурс було представлено 30 проєктів, з них було нагороджено чотири, серед них і проект Отто Вагнера. Оскільки жоден проєкт не був затверджений для реалізації, то комісія доручила опрацювати новий, на основі нагороджених, Юліушу Гохберґеру (директору міського будівельного уряду). Новий проєкт не лише мав досконале планування й багате архітектурне оздоблення, але ще й був дешевшим, ніж передбачали умови конкурсу. Загальний план споруди зумовлений конфігурацією кварталу. Головний фасад виходить на Міський (Єзуїтський) парк (нині — парк імені Франка). Він вирішений у формах зрілого віденського ренесансу. Центральний ризаліт будівлі у формі колонного портика доповнюють скульптурні композицій «Праця» та «Освіта» роботи Т. Риґера. Йому ж належить і скульптурна композиція «Галичина, Вісла і Дністер», що увінчує антаблемент. Алегоричні скульптури належать різцям З. Трембецького та Ф. Мікульського. Над головним входом на рівні другого поверху, розташована лоджія декорована спареним колонами коринфського ордеру. Розвинутий центральний ризаліт підтримують два бокові ризаліти. Симетрично на головному фасаді розташовані два проїзди у внутрішні двори. Від головного корпусу вглиб ділянки розташовані крила. В центральному крилі, між внутрішніми двориками, розташовані: шестимаршева сходова клітка, а також зали засідань, бібліотека, буфет.[11]

### Освітні споруди
У 1873 році Сейм прийняв новий шкільний крайовий статут, постанову про утримання шкіл за кошт міста, а також ухвалу про те що всі державні заклади початкової освіти повинні розміщуватись у власних будівлях. У 1874 році була створена ц.-к. Шкільна крайова рада. В її обов'язки входили: питання фінансування освіти, нагляд за відповідним рівнем будівництва освітніх споруд. Крайова рада прийняла критерії для будівництва шкільних споруд. В залежності від типу школи (мішаного типу: чоловічі та жіночі, або роздільні) виникли певні особливості планування. Найчастіше будувались школи мішаного типу. Чоловіча та жіноча частини були ізольованими. Вони мали окремі входи, та окремі набори усіх обов'язкових навчальних приміщень. У спільному користуванні могли бути гімнастичний зал, каплиця та приміщення шкільної адміністрації. Зазвичай використовувались коридорна та галерейна планувальні системи.
- Гімназія № 3 імені Франца-Йосифа I (після 1918 року — імені Стефана Баторія) на вулиці Князя Романа (1876) Триповерхова неоренесансна будівля. У плануванні цієї будівлі архітектор вперше застосував коридорну систему планування. Головний вхід акцентовано ризалітом, з великим арковими вікнами актового залу, прикрашений скульптурами видатних діячів польської культури і науки: Миколая Коперника, А. Снядецького, Адама Міцкевича, Тадеуша Чацького, Юзефа Оссолінського, Яна Длугоша роботи скульптора Тадеуша Баронча. Зараз тут розміщується Науково-дослідний інститут Львівської політехніки.[12]

- Вища реальна школа (від 1921 року — 1-а математично-природнича гімназія імені Миколая Коперника)[13] при вулиці Шухевича, 2 (1876). Це єдиний комплекс з гімназією імені Франца Йосифа I. У плані Г-подібна, триповерхова, неоренесансна будівля. Нині львівська середня загальноосвітня школа східних мов та східних бойових мистецтв «Будокан» I—III ступенів з поглибленим вивченням іноземних мов.[14]

- Школа святого Мартина на вулиці Жовківській, 6 (1876) — нині ліцей № 57 імені Короля Данила.[15] Школа мішаного типу, триповерхова, у плані П-подібна, у крилах розташовані класні кімнати, а по осі головного фасаду: конференц-зал, гімнастичний зал, наукові кабінети. Фасади оформлені за мотивами архітектури італійського ренесансу.[16]

- Школа святої Марії Маґдалини на місці перетину вулиці Бандери, вулиці Генерала Чупринки та вулиці Вербицького (1883) нині львівська державна комунальна середня загальноосвітня школа № 3 I—III ступенів. Будівля виконана з натинькованої цегли в «аркадовому стилі». Триповерхова, у плані прямокутна, розділена на дві рівні половини стіною, біля якої згруповані санвузли. Паралельно головному фасаду розмішений коридор, по обидва боки якого розташовані класні кімнати. На першому поверсі запроектовані адміністративні приміщення та гімнастичний зал.[17]

- Школа святої Анни на розі вулиці Леонтовича, 2 та вулиці Городоцької, 28 (1884) нині Львівська правнича гімназія. Школа мішаного типу, у плані Г-подібна, з великим внутрішнім двором. Жіноча половина розміщена у крилі вздовж вулиці Городоцької, чоловіча у крилі по вулиці Леонтовича. Виконана з нетинькованої цегли в «аркадовому стилі». Фасад оздоблений ступінчастим фронтоном.[17]

- Школа імені Сташиця на розі вулиці Лесі Українки, 45 та вулиці Підвальної, 17 (1892) — тепер Навчальний корпус №2 Української академії друкарства. Для забудови була виділена ділянка складної форми: ріг обох вулиць утворював гострий кут. У зв'язку з цим будівля у плані схожа на трикутник з невеликим внутрішнім двором. Через перепад рельєфу будівля частково триповерхова, частково чотириповерхова. Одне крило школи витягнулося по вулиці Лесі Українки, інше — вздовж площі Данила Галицького. Крила об'єднує флігель у якому розташовується сходові клітки та санвузли. Фасади декоровані у стилі італійського неоренесансу.[18]

- Школа імені Міцкевича на вулиці Театральній, 15 (1893) (1891—1892). Нині Львівська середня загальноосвітня школа № 62 з поглибленим вивченням іноземних мов. Фасади оздоблені з використанням мотивів італійського неоренесансу і на рівні третього поверху розташована статуя Адама Міцкевича авторства Станіслава Левандовського.[18]

### Фінансові заклади
- Будинок страхового товариства, пізніше Австрійський кредитний торгово-промисловий банк на вулиці Січових Стрільців, 14 (1883). Будівля виконана у ренесансному стилі, але надбудова четвертого та п'ятого поверху та численні реконструкцію сильно змінили її вигляд. У плані «П» подібна з великим внутрішнім подвір'ям.
- Філія краківського страхового товариства «Флоріанка» на вулиці Січових Стрільців, 16 (1887) нині Інститут післядипломної освіти та доуніверситетської підготовки Львівського національного університету імені Івана Франка. У плані будинок «Г» подібної форми, фасади декоровані з використанням ренесансних мотивів.

### Інші роботи
- Власна вілла на вулиці Кирила і Мефодія, 11 Збудована у 1880. Перебудована у 1913 для нового власника С. Левандовського за проєктом К. Теодоровича. Тепер тут дитячий садок № 43. Будівля у плані наближена до квадрату. Композиційне вирішення головного фасаду симетричне. На ньому акцентом виступає засклена веранда оздоблена балясиною, над нею на рівні другого поверху розміщується балкон. Перший поверх декоровано лінійним рустом. Профільовані тяги опоясують будівлю, на межі першого і другого поверхів, та під вікнами другого. Дверний проріз балкона, та вікна другого поверху мають профільоване обрамлення. Над вікнами розмішуються лінійні сандрики, а над балконними дверима сегментні. Первинне внутрішнє планування — анфіладне, змінене пізнішими перебудовами.[19]
- Плебанія церкви святої Параскеви П'ятниці на вулиці Гайдамацькій, 2 (1873—1876) виконана в «аркадовому» стилі[20]
- Будинок пожежної команди на площі князя Святослава. Одноповерхова, тинькована, крита бляхою споруда.
- Пожежна частина на вулиці Винниченка (1884) — не збережена. Виконана в неоготичному стилі з червоної нетинькованої цегли, двоповерхова, частково одноповерхова.
- Пожежна частина на Площі Данила Галицького (1901), співавтор І. Брунек. Будівля виконана в неоготичному стилі, фасади мають хроматичне вирішення — виконані з двоколірної нетинькованої цегли. Оздоблена скульптурою святого Флоріана (покровителя пожежників) роботи Петра Війтовича.[джерело?]
- Військовий манеж на розі вулиць Генерала Грекова, 1 та вулиці Ветеранів (1889—1891).
- Комплекс Притулку для бідних фундації Брата Альберта на розі вулиці Золотої, 2 і вулиці Клепарівської, 15 (1892, 1896) — тепер промисловий заклад.
- Комплекс лікарні фундації А. Білінського на вулиці Смаль-Стоцького (1891—1897), співавтори І. Брунек, А. В. Вайсс, З. Сулковський.
- Павільйон Львова на Галицькій Крайовій виставці (1894) Юліуш Гохберґер розробив основну ідею (ескізи), а Карел Боублік доопрацював. Будівельні роботи виконав Мюллєр. Павільйон виконаний у стилі німецького ренесансу, оздоблений різним декором. Після закриття виставки його перенесено до Стрийського парку та перероблено під ресторан.[21]
- Сучасна під'їзна дорога до верхнього входу у Стрийський парк, колись головний вхід на Галицьку Крайову виставку (1894)[22].
- Проєкт реставрації Порохової вежі (близько 1895).[22]
- Неоготична брама Личаківського цвинтаря (1875, 1901).
- Міст в Тшцелі на Обрі[10].

## Галерея

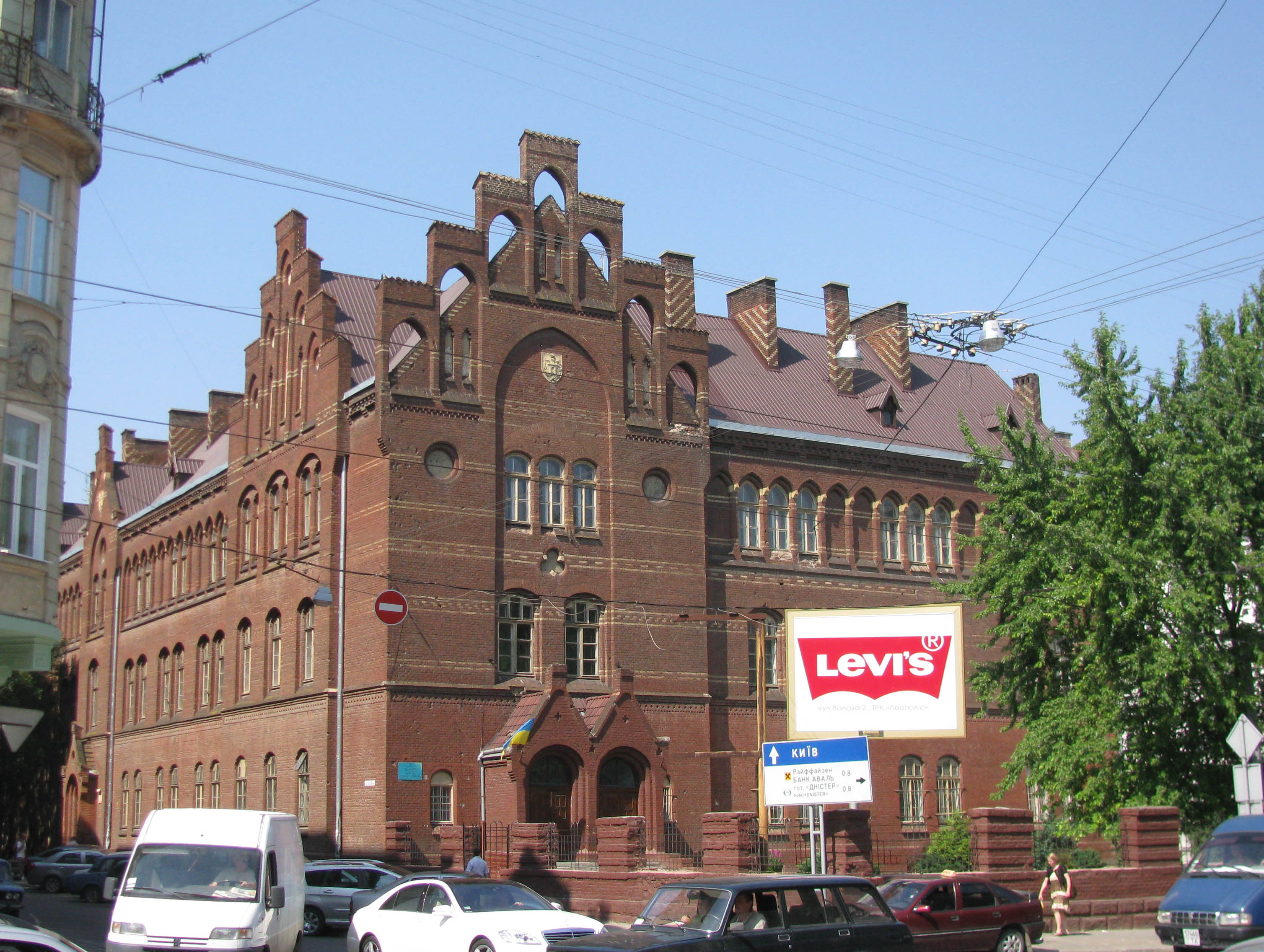
Школа святої Анни (Львів)
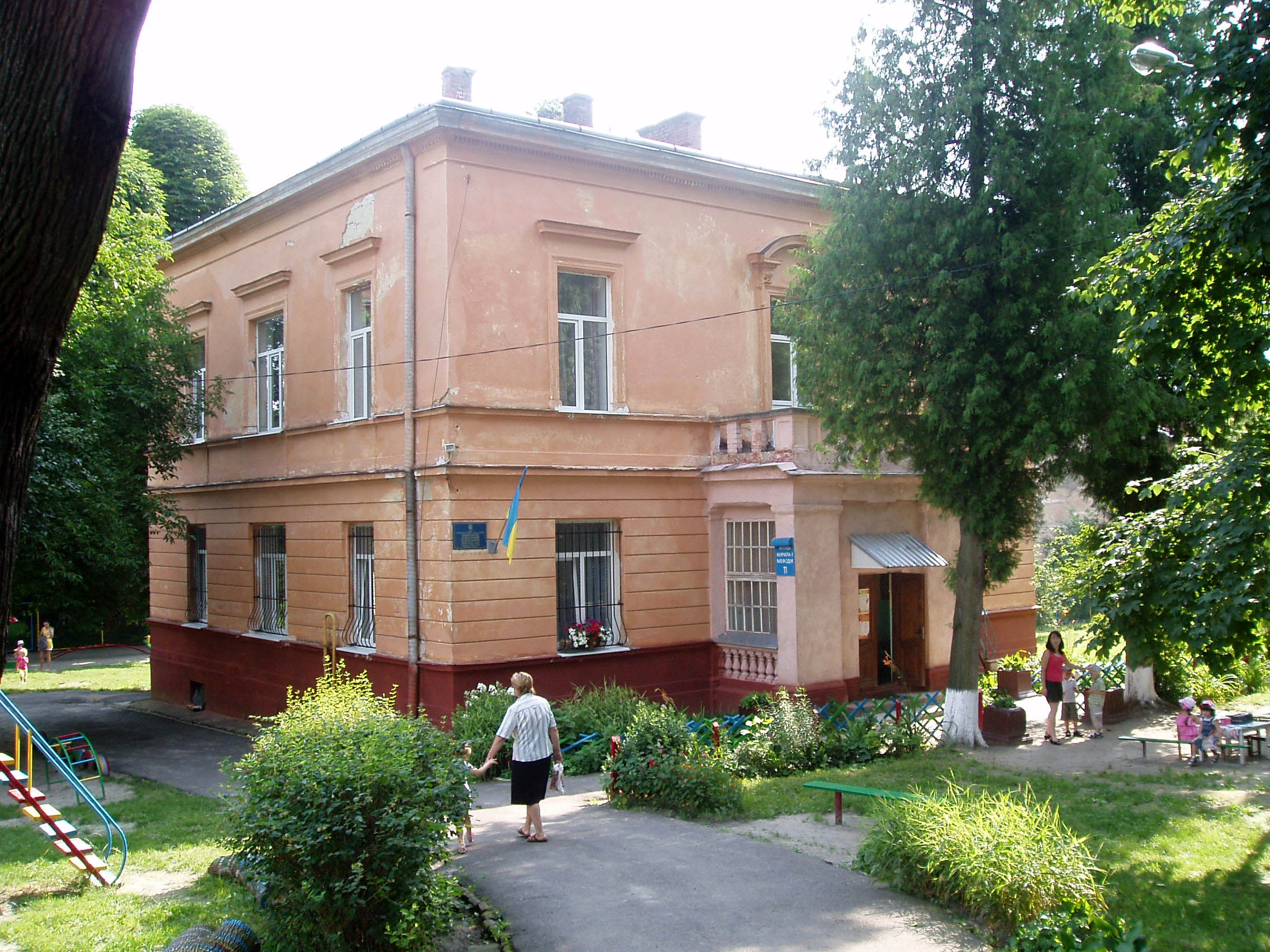
Вілла Гохберґера (Львів)
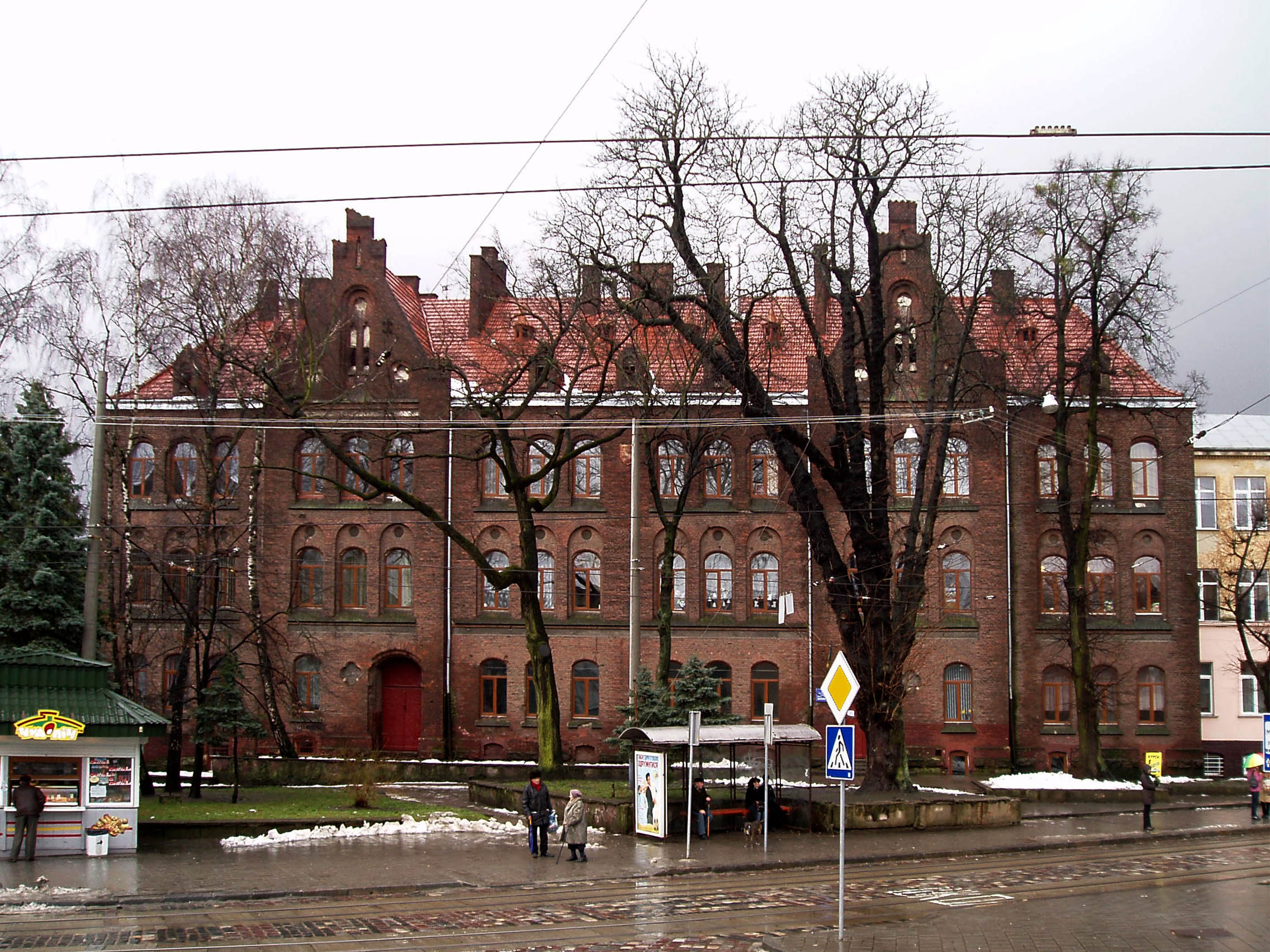
Школа святої Марії Маґдалини (Львів)
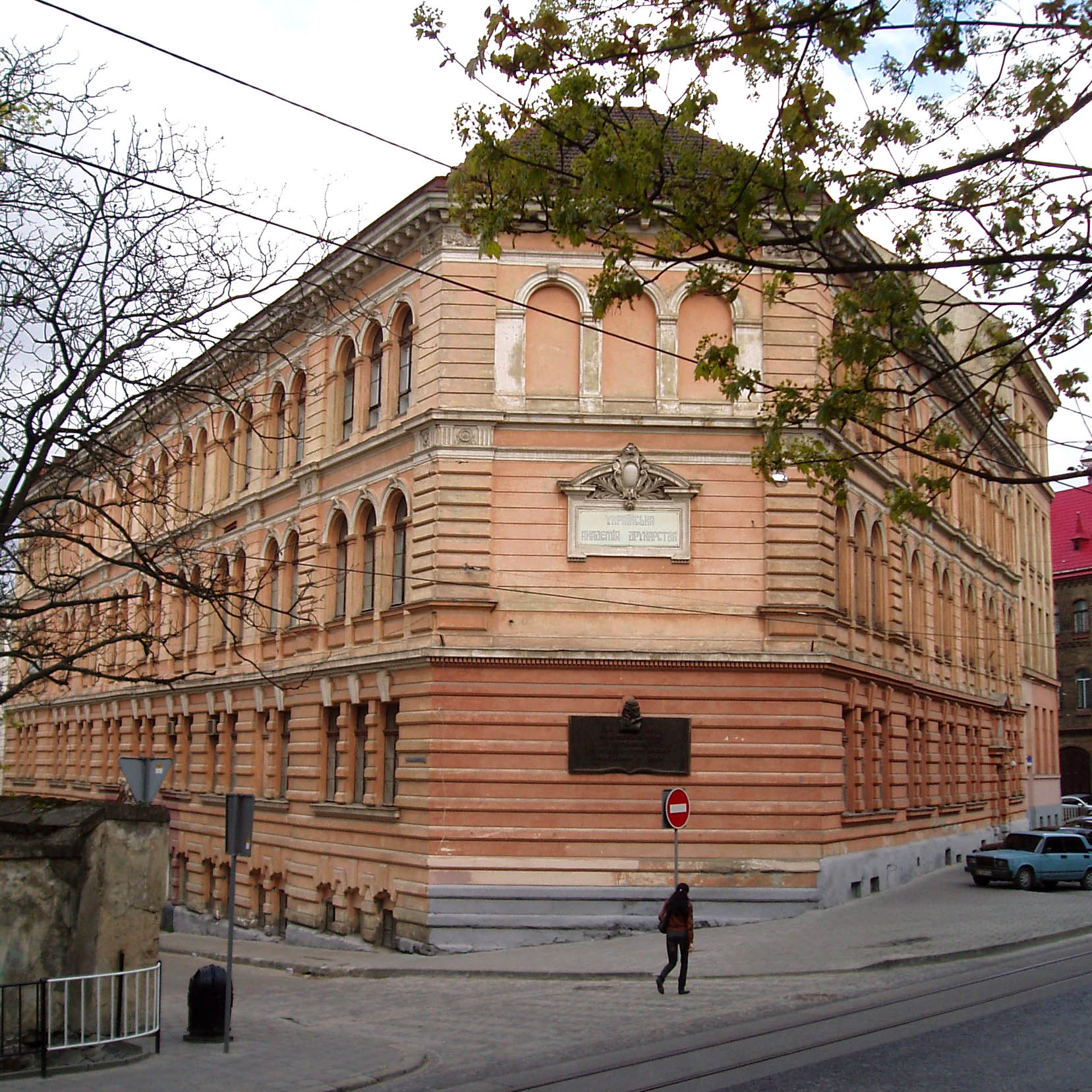
Житловий будинок вулиця Лесі Українки, 45 (Львів)
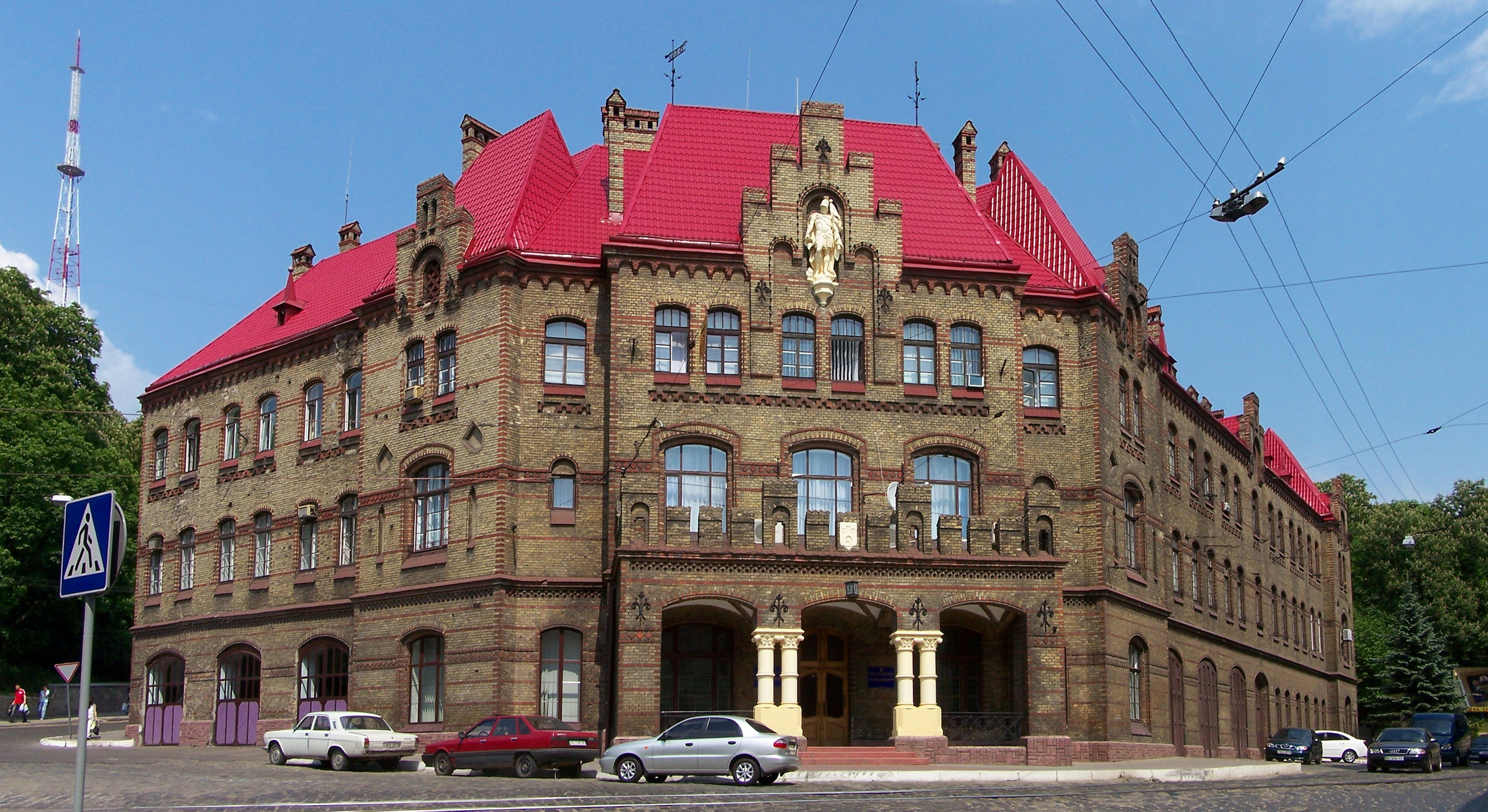
Будівля пожежної станції (Львів)
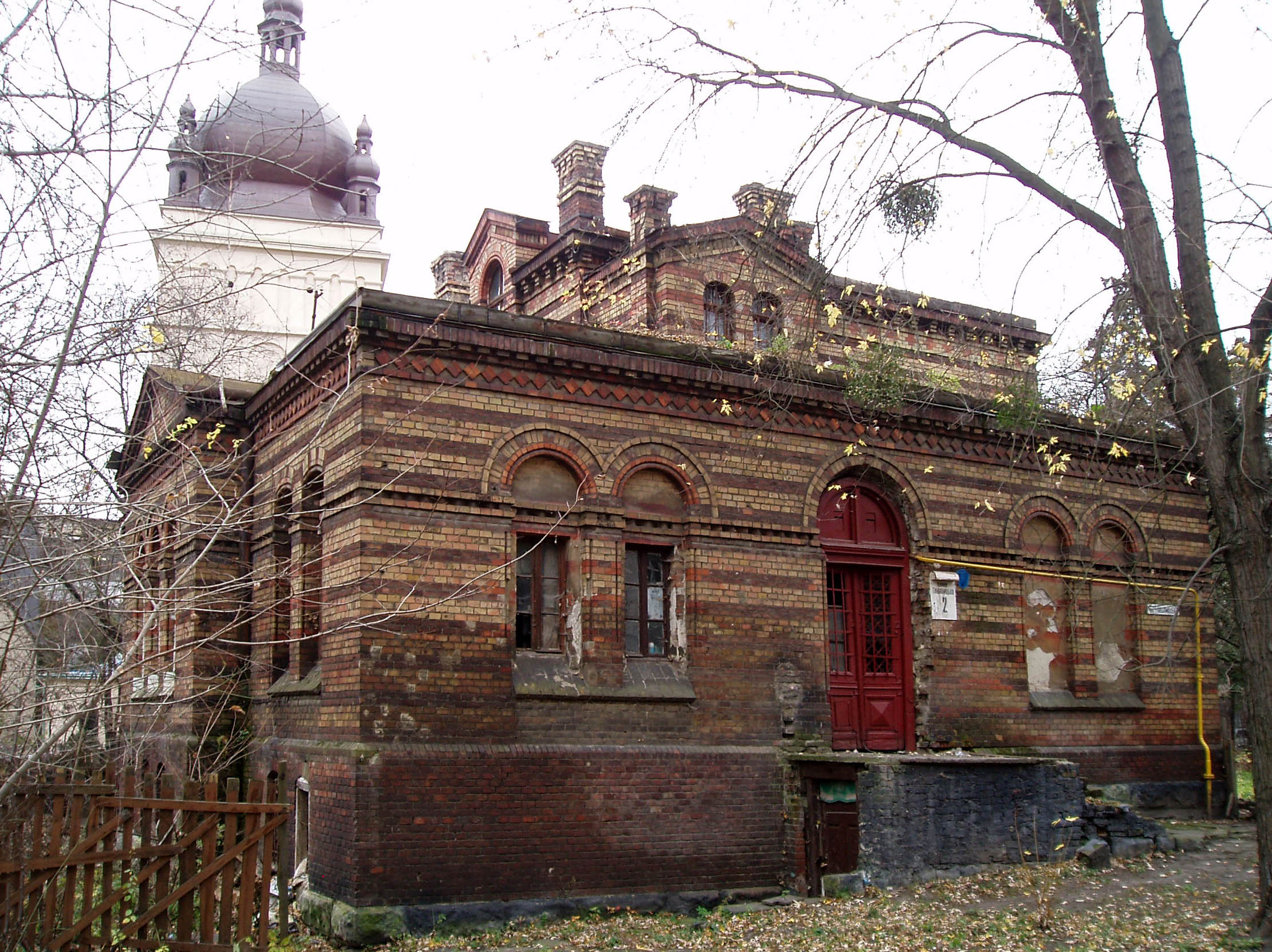
Плебанія церкви святої Параскеви П'ятниці (Вулиця Гайдамацька (Львів), 2)
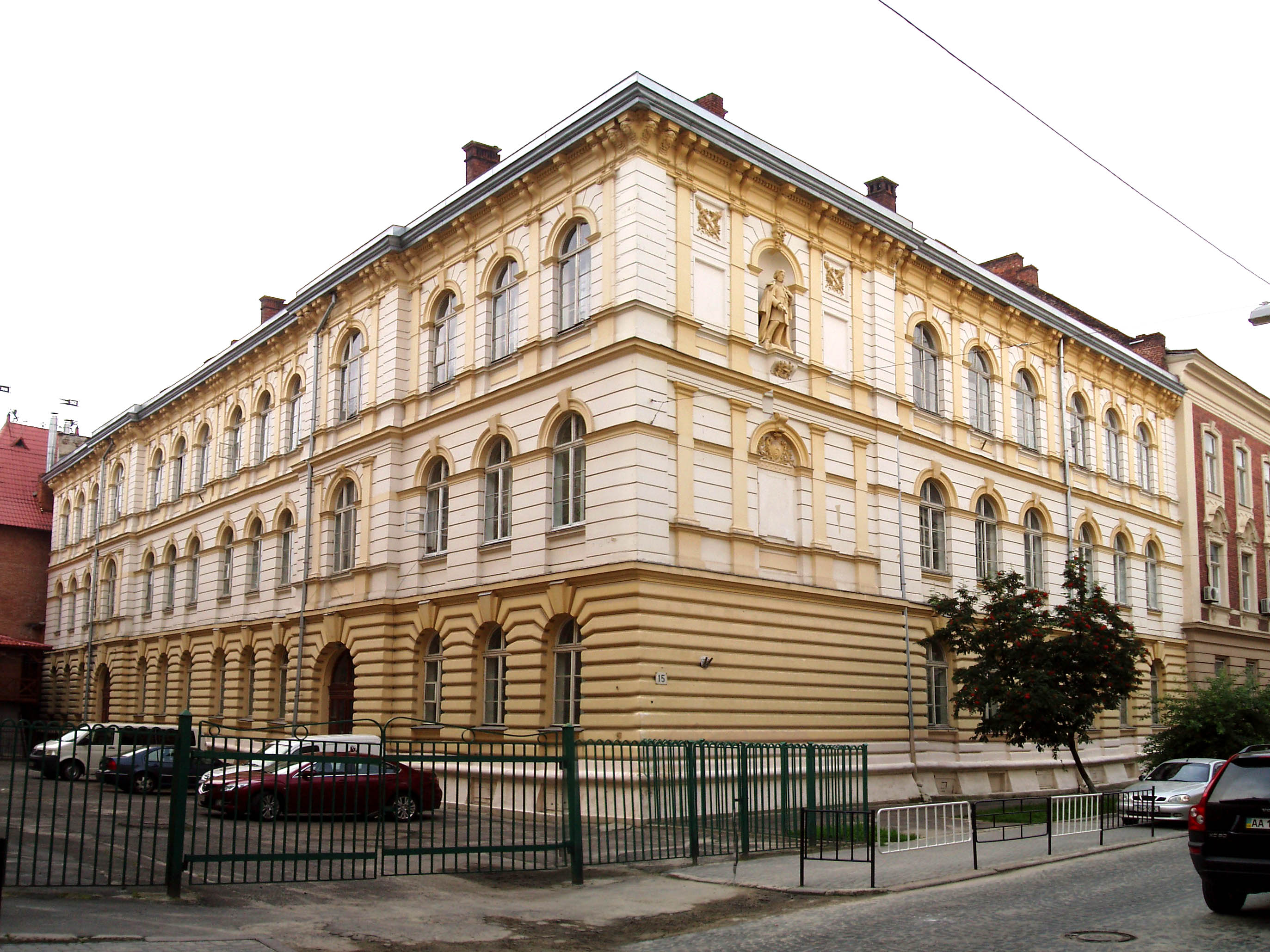
Школа імені Міцкевича (нинішня школа № 62, Вулиця Театральна (Львів), 15).
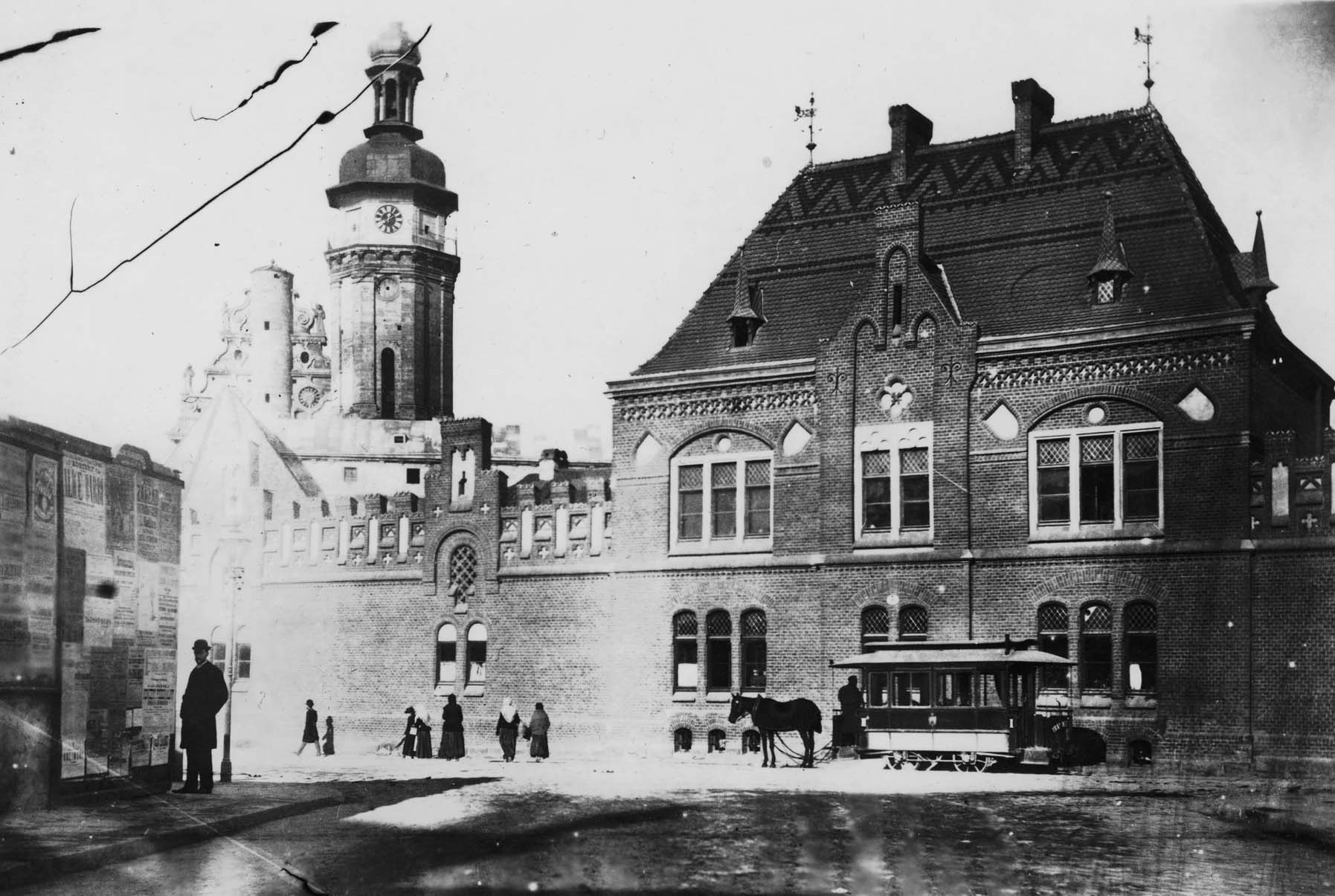
Житловий будинок (Вулиця Винниченка, розібраний близько 1900 року)